# Stenoproctus cooksoni
Stenoproctus cooksoni är en tvåvingeart som beskrevs av Smith 1969. Stenoproctus cooksoni ingår i släktet Stenoproctus och familjen puckeldansflugor.
Artens utbredningsområde är Zimbabwe. Inga underarter finns listade i Catalogue of Life.